# 前589年
| 千纪： | 前1千纪 |
| 世纪： | 前7世纪 \| 前6世纪 \| 前5世纪 |
| 年代： | 前610年代 \| 前600年代 \| 前590年代 \| 前580年代 \| 前570年代 \| 前560年代 \| 前550年代                                                                                       |
| 年份： | 前594年 \| 前593年 \| 前592年 \| 前591年 \| 前590年 \| 前589年 \| 前588年 \| 前587年 \| 前586年 \| 前585年 \| 前584年                                                         |
| 纪年： | 周定王十八年 魯成公二年 齐顷公十年 晉景公十一年 秦桓公十五年 宋文公二十二年 楚共王二年 衛穆公十一年 陈成公十年 蔡景侯三年 曹宣公六年 郑襄公十六年 燕宣公十三年 杞桓公四十八年 |

## 大事記
- 春季，齊頃公見晉國敗給楚國，想恢復祖父齊桓公的霸業，進攻魯國北部邊境，爆發齊、魯龍之戰。
- 六月，魯國季孫行父、臧孫許、叔孫僑如、公孫嬰齊會同郤克率軍於齊晉鞍之戰擊敗齊國，晉國大勝，齊頃公逃脫後派國佐到晉國議和。戰後，晉景公擴充三軍為六軍，六軍將佐為：中軍將郤克、中軍佐荀首；上軍將荀庚、上軍佐士燮；下軍將欒書、下軍佐趙同；新中軍將韓厥、新中軍佐趙括；新上軍將士朔、新上軍佐韓穿；新下軍將荀騅、新下軍佐趙旃。
- 楚召盟于蜀，秦人、宋人、陳人、衛人、鲁人、鄭人、齊人、曹人、邾人、薛人、鄫人与会。
- 新巴比倫王國尼布甲尼撒二世第二度揮軍猶大王國，圍困耶路撒冷長達18個月（前589年10月－前587年4月）。

## 逝世
- 宋文公，本名子鮑，宋前昭公之庶弟。